# Bastardiopsis grewiifolia
Bastardiopsis grewiifolia là một loài thực vật có hoa trong họ Cẩm quỳ. Loài này được (Ulbr.) V.R.Fuertes & Fryxell mô tả khoa học đầu tiên năm 2002.